# 寿町 (刈谷市)
寿町（ことぶきちょう）は、愛知県刈谷市の町名。2019年5月1日時点の人口は1,107人。郵便番号は448-0856。

## 地理
刈谷市の中央部に位置している。北は名鉄三河線を境に新栄町や広小路と、東は東陽町や大手町や高松町と、南と西は大正町と接している。寿町の北部を明治用水西井筋が横断しており、現在は西井筋の上がアイリス通りとなっている。

## 歴史
1960年（昭和35年）に刈谷市大字刈谷の一部と大字元刈谷の一部が刈谷市寿町となった。
1989年（平成元年）時点の世帯数は219、人口は696。

## 施設

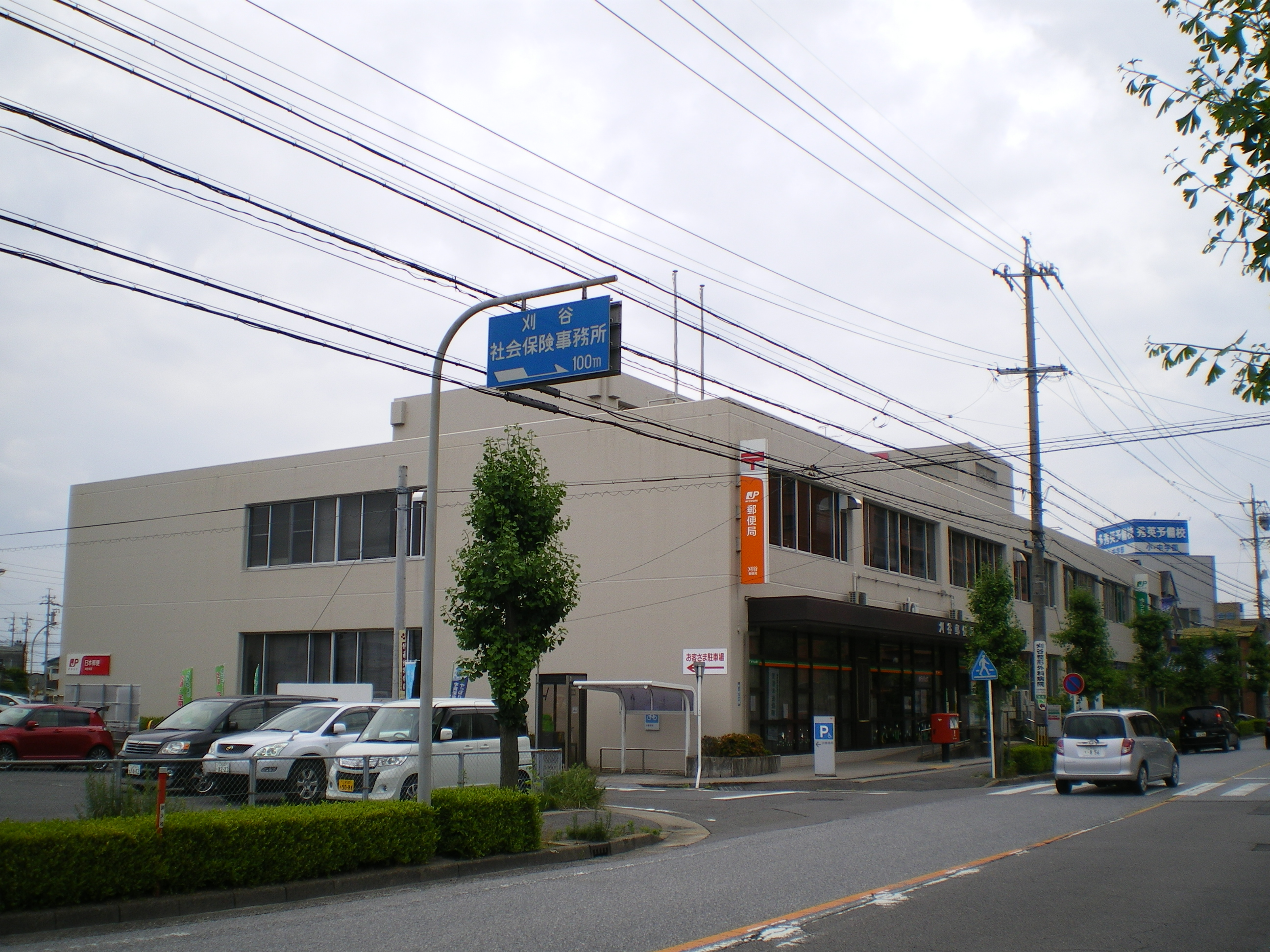
刈谷郵便局

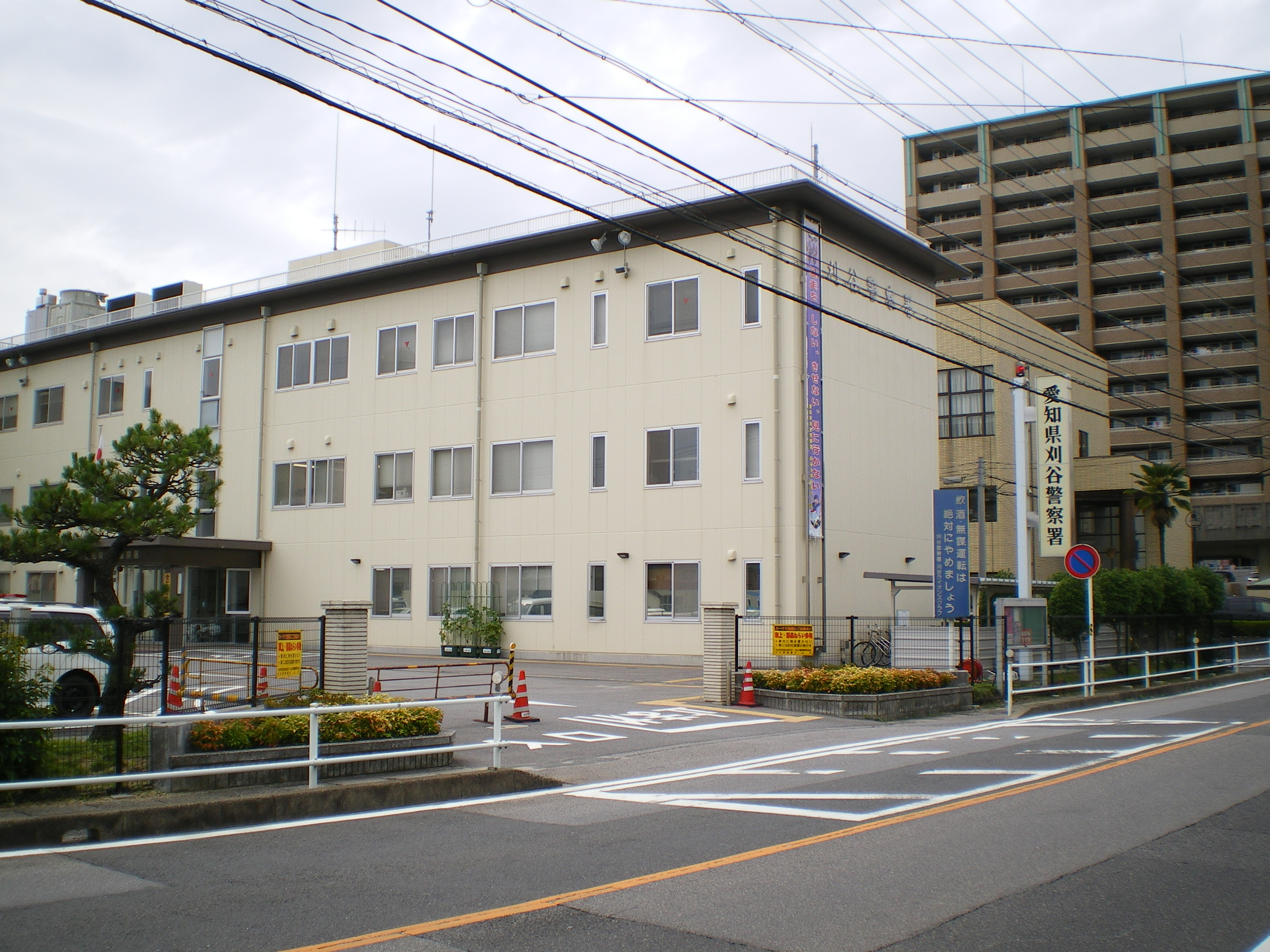
刈谷警察署

- 愛知県立刈谷高等学校 - 寿町南部[3]。1919年（大正8年）開校の愛知県立第八中学校が前身。1948年（昭和23年）に現在の校名に改称した。
- 刈谷郵便局 - 寿町北部[3]。1975年（昭和50年）に寿町に移転[4]。
- 愛知県警察刈谷警察署 - 寿町北部[3]。
- 衣浦東部広域連合消防局刈谷消防署 - 寿町北部[3]。
- 刈谷年金事務所 - 寿町北部[3]。
- 寿公園 - 1969年（昭和44年）設置[4]。
- 日本福音ルーテル刈谷教会